# Dermolepida albohirtum
Bọ mía (danh pháp hai phần: Dermolepida albohirtum), là một con bọ cánh cứng Úc bản địa và là một loài côn trùng gây hại cho cây mía. Con bọ mía trưởng thành ăn lá của cây mía, nhưng chúng gây thiệt hại nhiều hơn thông qua việc nuôi ấu trùng của chúng dưới đất và ăn rễ, mà mỗi người chết hoặc làm khiến sự tăng trưởng của cây bị còi cọc đi.
Ấu trùng dưới dạng con giòi màu trắng còn con trưởng thành là con bọ cánh cứng có màu trắng với đốm đen và thường có mùi giống như thịt lợn thối.
Bọ cánh cứng mía, cùng với các con bọ Frenchi, Lepidiota frenchi, là lý do mà các con cóc mía (Bufo marinus) đã được du nhập vào Úc từ Hawaii năm 1935-1937. Do cóc mía ăn loài bọ cánh cứng này, người ta cho rằng có thể sử dụng cóc mía để chống bọ cánh cứng, để bảo vệ cây mía. Tuy nhiên, cóc mía đã trở thành một loài vật ngoại lai gây hại lớn.